# SO BAD, IT'S REAL
『SO BAD, IT'S REAL』（ソー・バッド・イッツ・リアル）は、日本のロックバンド・ZIGGYの19枚目のオリジナル・アルバムである。2023年8月28日に発売された。

## 概要
前作から2年4ヶ月振りのアルバムリリースで、今作は森重樹一の60歳の誕生日である8月28日に発売された。
本作の取材で森重は「コロナ禍時に作った、曲と言葉だけで成立する一発録りで録った弾き語り音源を、ZIGGYのメンバーがどうアプローチしてくれるかやってみたかった」と述べている。

## 収録曲
| 全作詞・作曲: 森重樹一。 |                                |          |            |      |
| #                        | タイトル                       | 作詞     | 作曲・編曲 | 時間 |
| 1.                       | 「その琥珀の水に」             | 森重樹一 | 森重樹一   | 3:54 |
| 2.                       | 「崖っぷちの夜でさえ」         | 森重樹一 | 森重樹一   | 4:22 |
| 3.                       | 「今夜LOVE SONGを」            | 森重樹一 | 森重樹一   | 5:13 |
| 4.                       | 「BABY, PLEASE DON'T GO」      | 森重樹一 | 森重樹一   | 4:27 |
| 5.                       | 「悲しみの中に」               | 森重樹一 | 森重樹一   | 7:01 |
| 6.                       | 「YOU'VE GOT TO ROLL ME」      | 森重樹一 | 森重樹一   | 3:10 |
| 7.                       | 「青い雨」                     | 森重樹一 | 森重樹一   | 4:45 |
| 8.                       | 「きっとできるから」           | 森重樹一 | 森重樹一   | 5:13 |
| 9.                       | 「夢でお前に」                 | 森重樹一 | 森重樹一   | 4:41 |
| 10.                      | 「また雨が降り出したみたいだ」 | 森重樹一 | 森重樹一   | 4:03 |
| 合計時間:                | 合計時間:                      | 46:49    |            |      |